# Evangelische Kirche (Vienenburg)

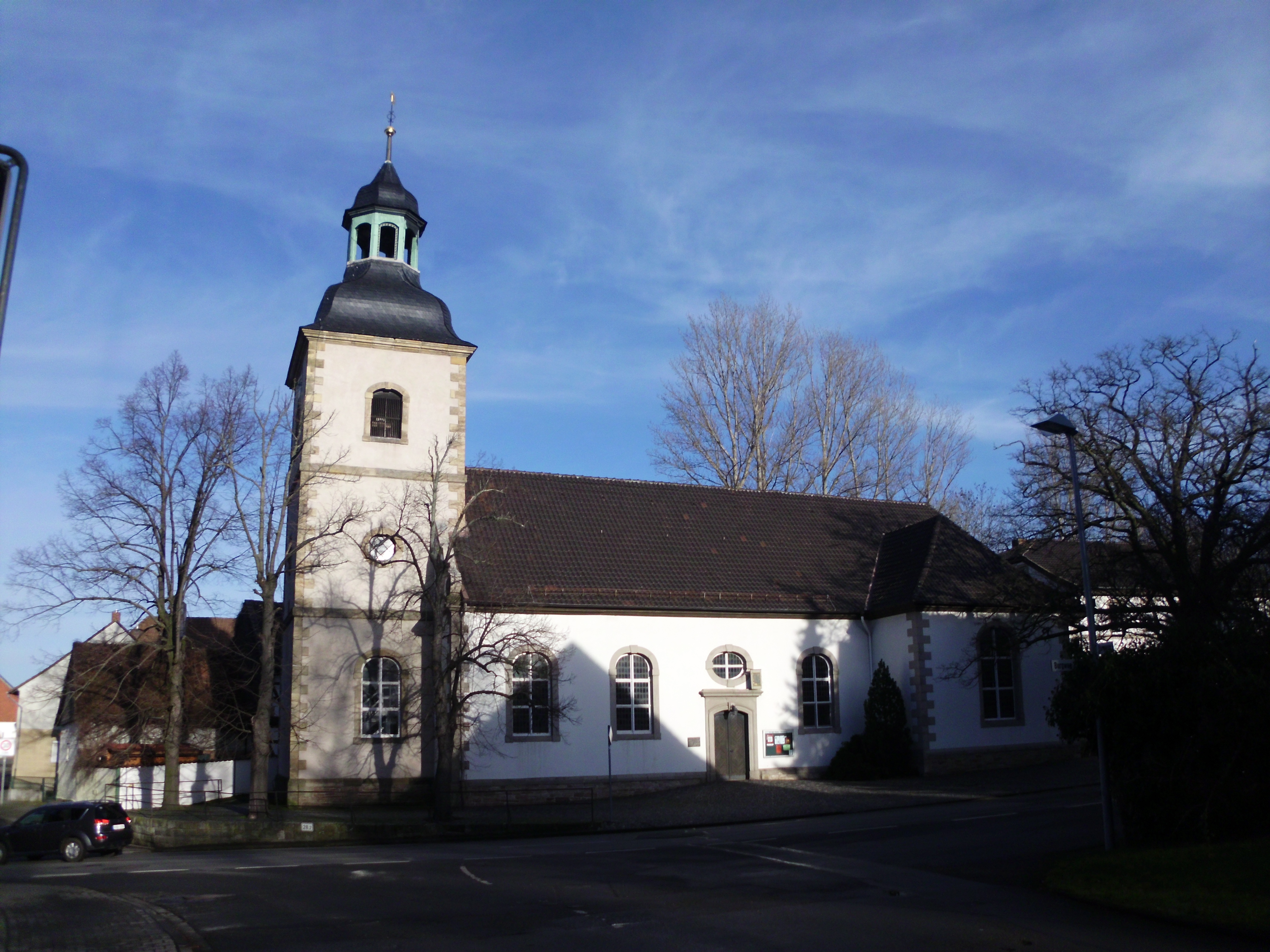
Kirche Vienenburg

Die evangelisch-lutherische denkmalgeschützte Kirche Vienenburg steht in Vienenburg, einer Ortschaft der Stadt Goslar im Landkreis Goslar in Niedersachsen. Die Kirchengemeinde gehört zur Propstei Bad Harzburg der Evangelisch-lutherischen Landeskirche in Braunschweig.

## Beschreibung
Die verputzte Saalkirche aus der Mitte des 18. Jahrhunderts wurde 1912 mit einem niedrigen Querschiff zur Kreuzkirche erweitert. Der Innenraum ist mit einem hölzernen Gewölbe mit Gewölberippen aus Stuck überspannt. 
Zur Kirchenausstattung gehört ein Kanzelaltar von 1745 mit Figuren der vier Evangelisten, einem Kruzifix und als Bekrönung den Auferstandenen. Aus der gleichen Zeit stammen die Patronatsloge neben dem Altar und ein Taufengel.